# Helena de Gales
Helena de Gales, também chamada de Leonor (em galês:  Elen ferch Llywelyn; Gwynedd, c. 1208 – Cardiganshire, 1253) foi uma princesa de Gales por nascimento. Ela foi condessa de Huntingdon e Chester como esposa de João da Escócia, Conde de Huntingdon. Ela era ancestral de Joana de Kent, mãe do rei Ricardo II de Inglaterra.

## Família
Helena foi a filha mais velha de Llywelyn, o Grande, príncipe de Aberffraw e senhor de Snowdon, e de Joana de Gales.
Os seus avós paternos eram Iorwerth Drwyndwn, filho de Owain Gwynedd, rei de Venedócia, e Marared ferch Madog. Os seus avós maternos eram o rei João de Inglaterra e sua amante, Clemência Pinel.
Ela teve pelo menos dois irmãos : Davi, que sucedeu ao pai em 1240 como Davi II, Príncipe de Gales, marido de Isabel de Braose, e Susana, que foi enviada para a Inglaterra como refém em 1228, e criada por Nicolas de Verdun e sua esposa Clemência, segundo as ordens do rei Henrique III de Inglaterra, meio-irmão da mãe de Helena, Joana, e portanto, tio dela.

## Biografia
No ano de 1222, Helena se casou com o conde João, filho do conde Davi de Huntingdon, que era neto do rei Davi I da Escócia, e de Matilde de Chester, suo jure condessa de Chester, após ter sido feito um acordo entre os pais dos noivos. O casamento durou até 1237, quando João faleceu, aos 30 anos. Segundo o monge Mateus de Paris, havia a suspeita de que Helena tinha envenenado o marido.
Logo em seguida, a condessa viúva foi forçada pelo rei Henrique III a se casar com Sir Roberto de Quincy, indo contra os desejos de Llwelyn. Roberto era filho de Saer de Quincy, 1.º Conde de Winchester e de Margarida de Beaumont. O casal teve três filhas juntos.
A princesa faleceu em 1253, em alguma data anterior à 24 de outubro ou ainda antes de 5 de agosto. Ela tinha aproximadamente 47 anos de idade. Helena foi enterrada no Cemitério da Ordem de São João, no bairro de Farringdon, hoje parte de Islington, na região da Grande Londres. 
Após a sua morte, oficiais do rei receberam a ordem de restaurar ao seu viúvo as terras que tinham sido de Helena, pois ele teve filhos com ela. Uma ordem judicial em que ela é nomeada Leonor, datada das vésperas do dia de São Martinho, registra a "partição das terras dela entre S. J. de Balliol, Roberto de Bruce, e Henrique de Hastings, os herdeiros do conde mencionado."

## Descendência
- Ana de Quincy (c. 1238), foi uma freira.
- Joana de Quincy (c. 1245 – 25 de novembro de 1283/84), foi a segunda esposa de Humberto IV de Bohun, mas não teve filhos.
- Avoisa de Quincy (c. 1250 – antes de 27 de março de 1285), foi a segunda esposa de Balduíno Wake, com quem teve três filhos, incluindo João Wake, 1.° Barão Wake de Liddell, que, dentre outros, foi pai da baronesa Margarida Wake, 3.º Baronesa Wake de Liddell, que, por sua vez, era mãe de Joana de Kent, cujo terceiro marido foi o seu primo, Eduardo, o Príncipe Negro, filho do rei Eduardo III de Inglaterra, com quem teve o rei Ricardo II de Inglaterra.

## Na cultura popular
Ela aparece como personagem nos seguintes livros:
- Child of the Phoenix por Barbara Erskine[5]
- Here Be Dragons por Sharon Kay Penman.[6]
- Falls the Shadow por Sharon Kay Penman; no livro, parte de uma trilogia, Helena e Roberto são amantes, e os dois se casam logo após a morte de João da Escócia, apesar da oposição do pai da princesa.[6]